# Ludmila Engquist
Ludmila Engquist (născută Liudmila Leonova; în timpul primei căsătorii Narojilenko; n. 21 aprilie 1964, Belomestnaya Kriusha⁠(d), RSFS Rusă, URSS) este o atletă ce a reprezentat Uniunea Republicilor Sovietice Socialiste și Suedia, medaliată olimpică. A participat la 3 ediții ale Jocurilor Olimpice (1988, 1992, 1996) în care a câștigat o medalie de aur în proba de 100 m garduri.

## Palmares
| An                             | Competiție                     | Locație                        | Loc                            | Eveniment                      | Note                           |
| Reprezentând Uniunea Sovietică | Reprezentând Uniunea Sovietică | Reprezentând Uniunea Sovietică | Reprezentând Uniunea Sovietică | Reprezentând Uniunea Sovietică | Reprezentând Uniunea Sovietică |
| ------------------------------ | ------------------------------ | ------------------------------ | ------------------------------ | ------------------------------ | ------------------------------ |
| 1988                           | Jocurile Olimpice              | Seul, Coreea de Sud            | 16                             | 100 m garduri                  | NT                             |
| 1989                           | Campionatul Mondial în sală    | Haga, Țările de Jos            | 2                              | 60 m garduri                   | 7,83                           |
| 1989                           | Cupa Mondială                  | Barcelona, Spania              | 2                              | 100 m garduri                  | 12,80                          |
| 1990                           | Campionatul European în sală   | Glasgow, Marea Britanie        | 1                              | 60 m garduri                   | 7,74                           |
| 1990                           | Jocurile Goodwill              | Seattle, Statele Unite         | 2                              | 100 m garduri                  | 12,88                          |
| 1990                           | Campionatul European           | Split, Iugoslavia              | 5                              | 100 m garduri                  | 12,97                          |
| 1991                           | Campionatul Mondial în sală    | Sevilla, Spania                | 1                              | 60 m garduri                   | 7,88                           |
| 1991                           | Cupa Europei                   | Frankfurt, Germania            | 1                              | 100 m garduri                  | 12,55                          |
| 1991                           | Campionatul Mondial            | Tokio, Japonia                 | 1                              | 100 m garduri                  | 12,59                          |
| Reprezentând Echipa Unificată  |                                |                                |                                |                                |                                |
| 1992                           | Campionatul European în sală   | Genova, Italia                 | 1                              | 60 m garduri                   | 7,82                           |
| 1992                           | Jocurile Olimpice              | Barcelona, Spania              | 16                             | 100 m garduri                  | NS                             |
| Reprezentând Suedia            |                                |                                |                                |                                |                                |
| 1996                           | Jocurile Olimpice              | Atlanta, Statele Unite         | 1                              | 100 m garduri                  | 12,58                          |
| 1997                           | Campionatul Mondial            | Atena, Grecia                  | 1                              | 100 m garduri                  | 12,50                          |
| 1999                           | Campionatul Mondial            | Sevilla, Spania                | 3                              | 100 m garduri                  | 12,47                          |

## Legături externe
- en Ludmila Engquist la World Athletics
- en Ludmila Engquist la Olympedia.org